# Lettera di Lord Chandos
La Lettera di Lord Chandos (in tedesco Ein Brief) è una lettera immaginaria, scritta da Hugo von Hofmannsthal durante l'estate del 1902 e pubblicata il 18 ottobre dello stesso anno sul giornale Der Tag. Nel quadro della finzione narrativa, la lettera è stata inviata da Lord Chandos, un giovane che sta vivendo una crisi linguistica, al suo maestro Francis Bacon. Si tratta, per diversi aspetti, di un saggio sui limiti del linguaggio che prefigura le intuizioni di Ludwig Wittgenstein.

## Trama
Chandos, un promettente giovane dell'epoca elisabettiana, scrive al suo vecchio mentore, Francis Bacon, per esporgli la sua situazione di crisi e per cercare di giustificare la sua definitiva rinuncia all'attività letteraria. La lettera si apre con un riassunto dei traguardi raggiunti dal giovane, ma poco dopo, si passa alla descrizione del suo stato mentale.
In un primo momento Chandos aveva provato repulsione solamente per i concetti astratti, che nella lettera paragona a "funghi ammuffiti", ma questa sua avversione, con il passare del tempo, si è estesa ad ogni singola parola del linguaggio.
Prova, quindi, a concentrarsi sui classici come Seneca e Cicerone, ma la sua condizione non gli permette di comprenderne il senso e continua, così, il suo declino. Chandos ha perso l'abilità di pensare e parlare in modo coerente e i brevi momenti di armonia con la natura che si esprimono in esperienze trascendentali, una volta passati, non sono esprimibili in parole. Il giovane, ogni tanto, pensa di essere sulla via della guarigione, ma si tratta soltanto di illusioni: Chandos chiude la lettera affermando che non scriverà più in nessun linguaggio conosciuto.